# Eternity
Eternity – trzeci studyjny album zespołu Anathema, wydany 1996. Album ten rozpoczyna nowy etap twórczości zespołu – odejście od doom metalu w kierunku rocka alternatywnego.

## Lista utworów
1. „Sentient” – 2:59
2. „Angelica” – 5:51
3. „The Beloved” – 4:44
4. „Eternity Part I” – 5:35
5. „Eternity Part II” – 3:12
6. „Hope” (Harper, Gilmour) – 5:55
7. „Suicide Veil” – 5:11
8. „Radiance” – 5:52
9. „Far Away” – 5:30
10. „Eternity Part III” – 4:44
11. „Cries on the Wind” – 5:01
12. „Ascension” – 3:21

### Dodatkowe utwory na wydaniu z 2003 roku
1. „Far Away (acoustic)” – 5:23
2. „Eternity Part III (acoustic)” – 5:06
3. „Angelica (live)” – 6:49

## Twórcy
- Vincent Cavanagh – śpiew, gitara
- Duncan Patterson – gitara basowa, fortepian
- Daniel Cavanagh – gitara, instrumenty klawiszowe. fortepian
- John Douglas – perkusja
- Michelle Richfield – śpiew
- Roy Harper – narracja w „Hope”
- Les Smith – aranżacja utworu „Sentient”, instrumenty klawiszowe